# Solomon-Museum

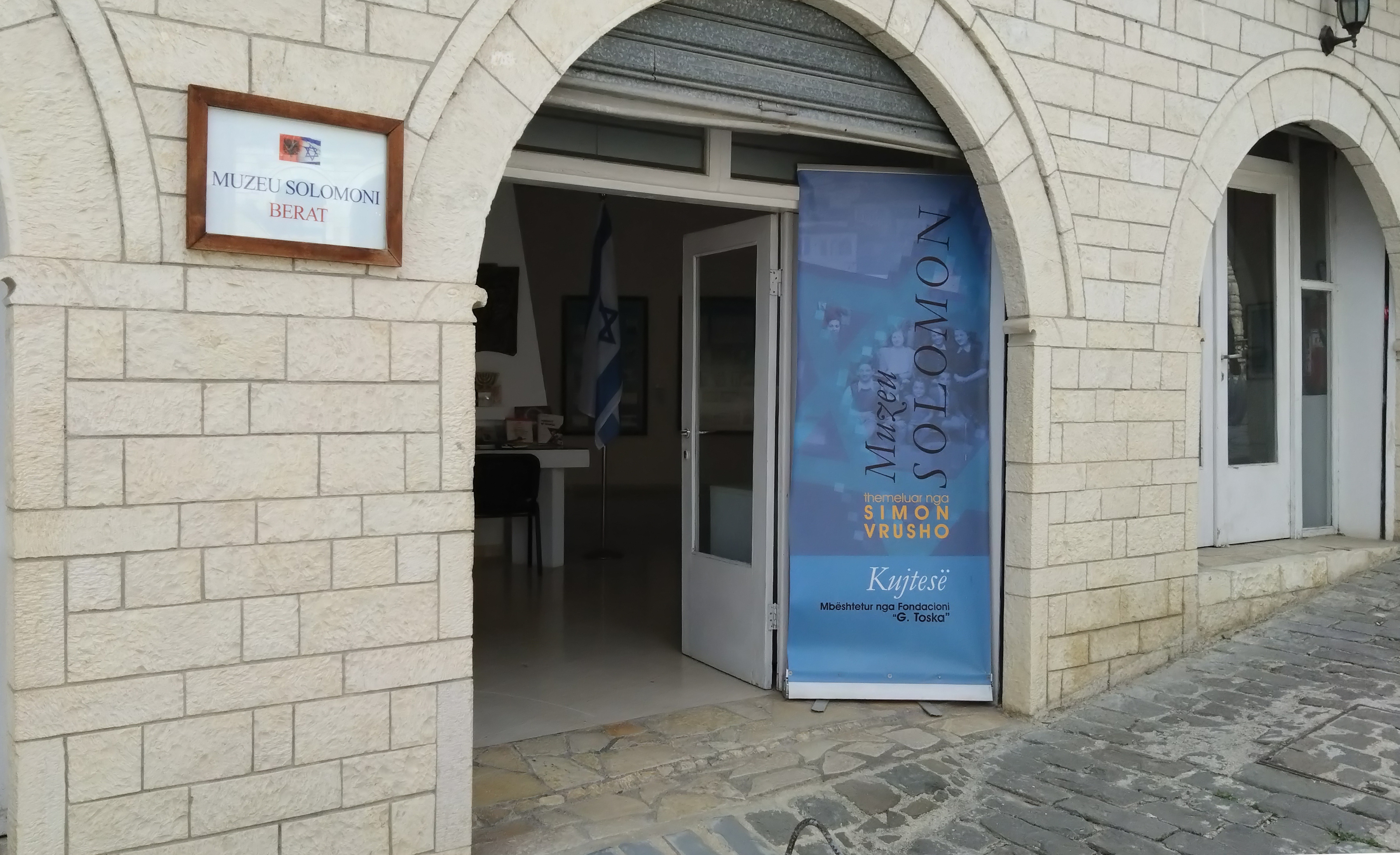
Eingang zum Solomon-Museum in Berat

Das Solomon-Museum ist ein Museum in der albanischen Stadt Berat, das sich der Geschichte der jüdischen Gemeinschaft in Albanien widmet.

## Geschichte
Das Museum wurde 2018 von dem Journalisten Simon Vrusho gegründet und zuerst aus Spenden und seinen eigenen Mitteln finanziert. Vrusho hatte in seiner Tätigkeit als Journalist die Geschichte der jüdischen Bevölkerung in Berat recherchiert und ein Buch dazu publiziert.
Nach dem Tod Vrushos im Februar 2019 drohte zuerst die Schließung des Museums, bevor ein französisch-albanischer Geschäftsmann die Finanzierung des Museums sicherstellte und das Museum im September 2019 in die heutigen Örtlichkeiten im Zentrum von Berat (Ortsteil Mangalem an der Straße hoch zur Burg) verlegte. Neue Direktorin des Museums wurde Angjlina Vrusho, die Witwe des verstorbenen Gründers.

## Dauerausstellung
Die Dauerausstellung des Museums beschäftigt sich mit der Dokumentation und Geschichte der jüdischen Bevölkerung Berats und Albaniens, beginnend mit der Ankunft jüdischer Flüchtlinge im 16. Jahrhundert, die vor der spanischen Inquisition flohen. Hauptaugenmerk der Dauerausstellung liegt jedoch auf der Zeit der italienischen und deutschen Besetzung Albaniens im Zweiten Weltkrieg, in der trotz der Verfolgung jüdischer Personen in Albanien die jüdische Bevölkerung in Berat durch die Aufnahme von Flüchtlingen aus anderen Teilen Europas wuchs.
Zusammengestellt wurde die Ausstellung von Simon Vrusho. Die Ergebnisse dieser Untersuchungen, Bilder und Originaldokumente, sowie mit Listen jener Personen aus Deutschland, Österreich und anderen Ländern Europas, die in Berat Zuflucht fanden, sind im Museum ausgestellt.